# Nassa francolina
Nassa francolina là một loài ốc biển, là động vật thân mềm chân bụng sống ở biển thuộc họ Nassariidae.

## Miêu tả
Kích thước vỏ ốc khoảng 33 mm và 70 mm

## Phân bố
Loài này phân bố ở Ấn Độ Dương dọc theo Aldabra Atoll, Chagos và ở bể Mascarene và ở Thái Bình Dương dọc theo Tây Úc.